# Championnats d'Afrique de course en ligne de canoë-kayak
Les Championnats d'Afrique de course en ligne de canoë-kayak sont une compétition de canoë-kayak où s'affrontent les pratiquants de canoë-kayak des pays africains dans le cadre d’un certain nombre d’épreuves de course en ligne. La compétition est organisée par la Confédération africaine de canoë.

## Éditions
| Année | Ville hôte                           | Commentaires |
| ----- | ------------------------------------ | ------------ |
| 2001  | Rabat, Maroc                         | 1re édition  |
| 2002  | Nagle Dam (en), Afrique du Sud       | 2e édition   |
| 2003  | Lac de Tunis, Tunisie                | 3e édition,  |
| 2005  | Saint-Louis, Sénégal                 | 4e édition,  |
| 2008  | Barrage de Masinga, Kenya            | 5e édition   |
| 2009  | Abidjan, Côte d'Ivoire               | 6e édition   |
| 2013  | Lac de Tunis, Tunisie                | 7e édition   |
| 2016  | Réserve de Shongweni, Afrique du Sud | 8e édition   |
| 2023  | Abuja, Nigeria                       | 9e édition   |